# USS New Orleans (1815)
New Orleans – żaglowy okręt liniowy przeznaczony dla United States Navy, który nigdy nie został ukończony.
Stępkę okrętu położono 15 grudnia 1814, dokonali tego Henry Eckford oraz Adam i Noah Brown w Sackets Harbor w stanie New York. Miał być używany przez amerykańską marynarkę wojenną na Jeziorze Ontario w czasie wojny brytyjsko-amerykańskiej i był największym okrętem Eckforda zbudowanym w Sackets Harbor. Gdyby został ukończony byłby pierwszym amerykańskim okrętem noszącym nazwę "New Orleans". Jego budowa została zatrzymana w marcu 1815 po podpisaniu pokoju z Wielką Brytanią. Okręt pozostał na pochylni do momentu sprzedania 24 września 1883 panu H. Wilkinsonowi Jr. z Syracuse.